# Wake Island (pel·lícula)

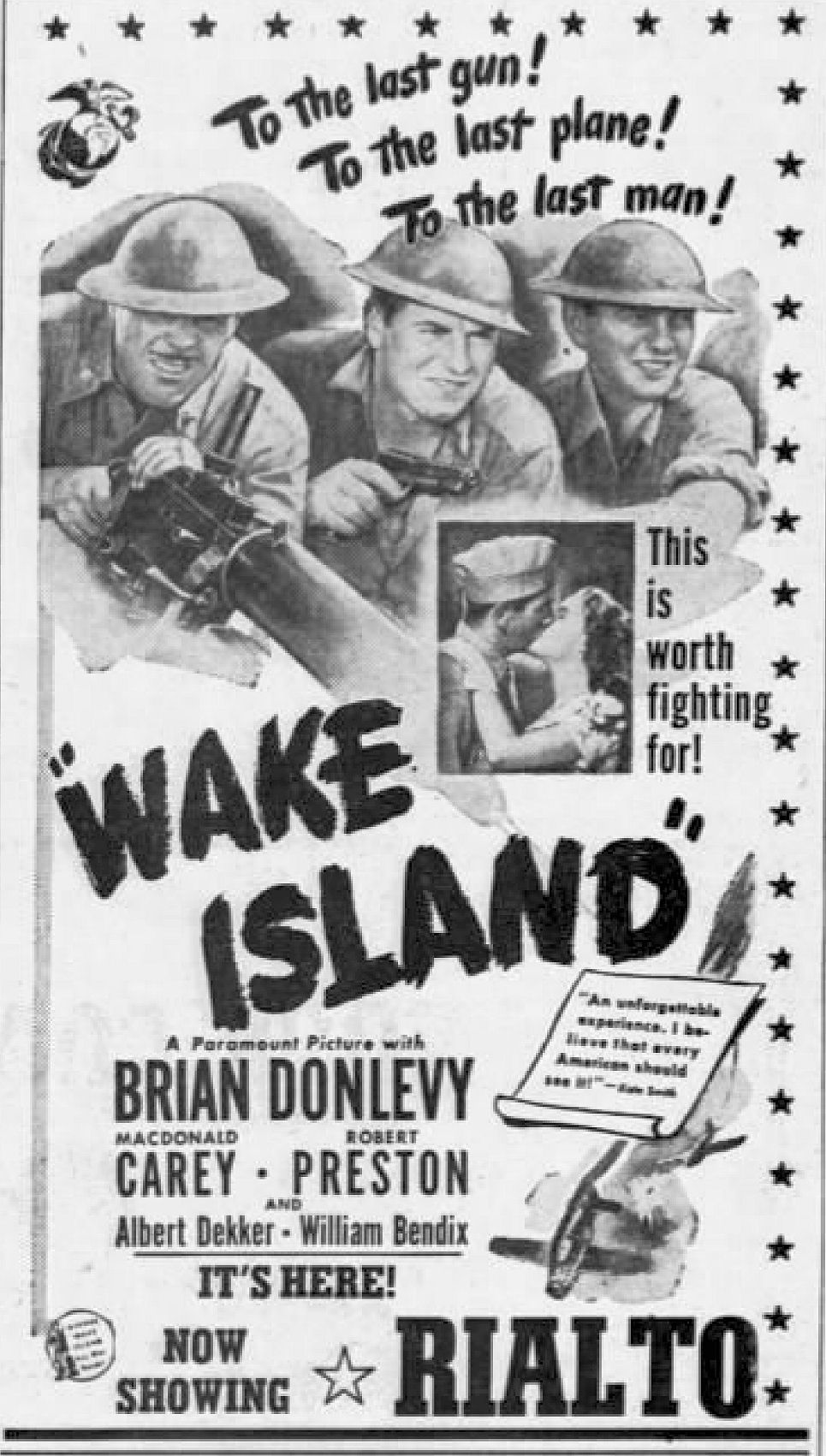
Cartell de la pel·lícula.

 Wake Island és una pel·lícula estatunidenca dirigida per John Farrow, estrenada el 1942.

## Argument[1]
El desembre de 1941, la petita guarnició americana de l'atol·ló de Wale és atacada per l'exèrcit imperial japonès al mateix temps que Pearl Harbor. Aquesta pel·lícula - realitzada el 1942, o sigui algunes setmanes després dels fets - relata la defensa heroica dels 449 soldats d'infanteria de marina i pilots en aquest combat desigual que va durar 16 dies.
En el transcurs d'aquesta batalla, van ser enfonsats els primers vaixells japonesos de la Segona Guerra Mundial.

## Repartiment
- Brian Donlevy: Major Geoffrey Caton
- Macdonald Carey: Tinent Bruce Cameron
- Robert Preston: Soldat Joe Doyle
- William Bendix: Soldat Aloysius K. 'Smacksie' Randall
- Albert Dekker: Shad McClosky
- Walter Abel: Capità de frégate Roberts
- Mikhail Rasumny: Ivan Probenzky
- Rod Cameron: Capità Pete Lewis
- Frank Albertson: Johnny Rudd
- Barbara Britton: Sally Cameron
- Charles Trowbridge: George Nielson (no surt als crèdits)
- Willard Robertson: Coronel Cameron (no surt als crèdits)

## Premis i nominacions

### Nominacions
- 1943: Oscar a la millor pel·lícula
- 1943: Oscar al millor director per John Farrow
- 1943: Oscar al millor actor secundari per William Bendix
- 1943: Oscar al millor guió original per W.R. Burnett i Frank Butler